# Nicola Fiore

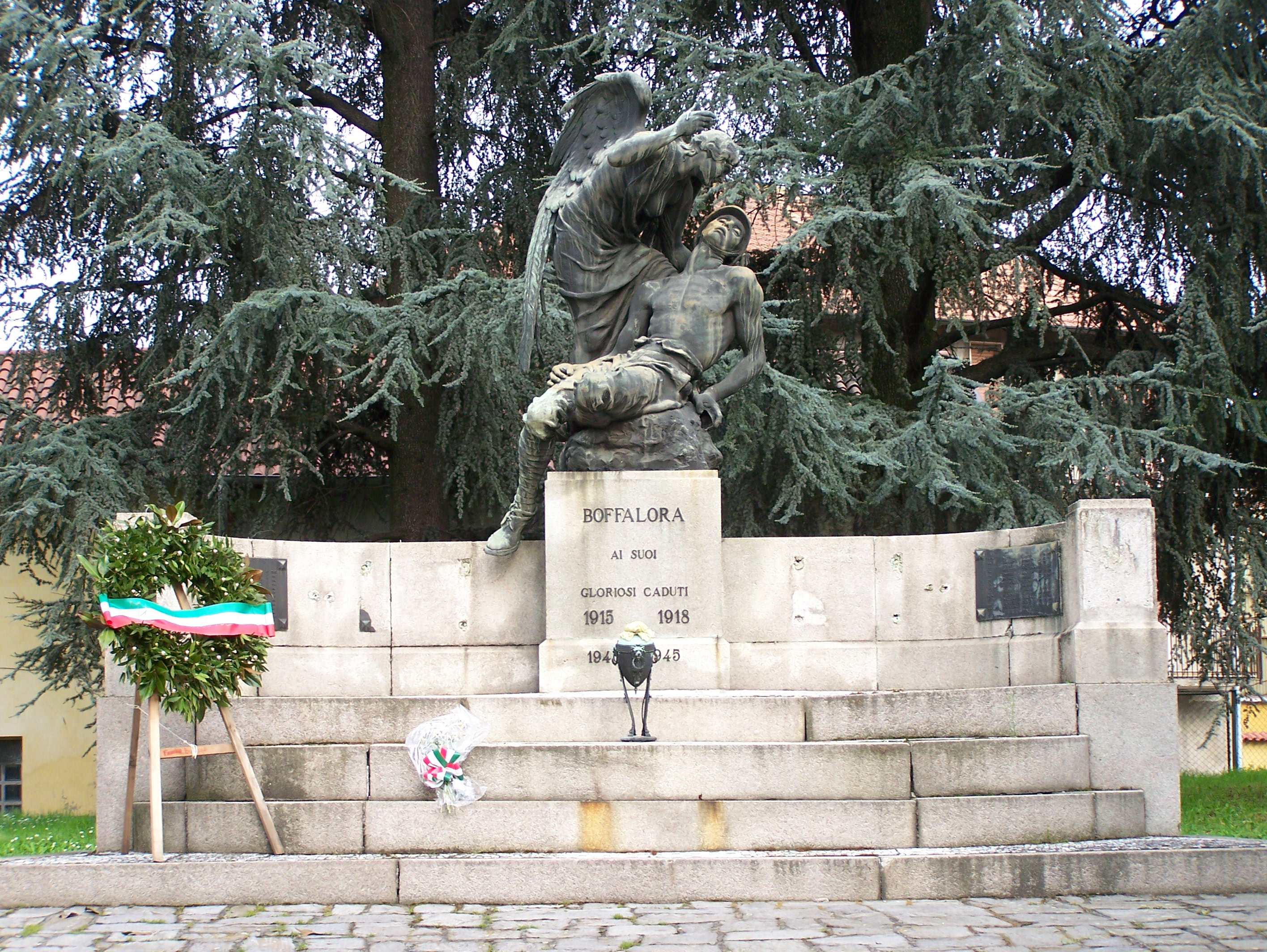
Il monumento ai caduti di Boffalora sopra Ticino, realizzato nel 1925 da Nicola Fiore.

Nicola Fiore (Troia, 18 giugno 1881 – Milano, 1º marzo 1976) è stato uno scultore italiano.

## Biografia
Nato da famiglia notabile, era il primogenito dei sei figli di Pasquale Fiore. Dopo gli studi al Seminario Diocesano di Troia fino alla quarta ginnasio, fu uno zio materno a convincere il padre a fargli studiare scultura. Venne inviato a una scuola professionale a Foggia, ma non fu per lui soddisfacente, così andò all'Accademia di belle arti di Napoli, ma nel 1902 cambiò ancora, iscrivendosi all'Accademia di belle arti di Roma. Durante l'ultimo anno di accademia venne richiamato a Troia dal vescovo Paolo Emilio Bergamaschi, a eseguire lavori di abbellimento nel salone del Palazzo Vescovile, dove si ammirano ancora oggi. Tornò a Roma per diplomarsi, poi fece ritorno a Troia. I suoi insegnanti però gli consigliarono di trasferirsi a Milano, città nella quale avrebbe trovato molte commissioni e acquirenti per le sue sculture.
Eseguì moltissime piccole sculture in bronzo e gesso, e realizzò arredi sacri. Si sposò con Antonietta Landini, dalla quale ebbe cinque figli. Venne incaricato dell'insegnamento di Plastica e Disegno presso la Scuola superiore d'Arte applicata all'Industria, nel Castello Sforzesco. Realizzò i monumenti ai caduti di Grosio, in Valtellina (1924), e di Boffalora sopra Ticino (1925), e quattro statue per la Chiesa di San Lorenzo, a Lazzate. Divenne direttore della scuola.
Altre sue opere si trovano nella fabbrica del Duomo, nel Cimitero Monumentale e nel Cimitero Maggiore di Milano. Assieme alla figlia Lucia, donò tutti i suoi calchi in gesso e i suoi bozzetti al Museo Civico di Troia. È tumulato in un colombaro al Cimitero Maggiore di Milano.